# Arcetri

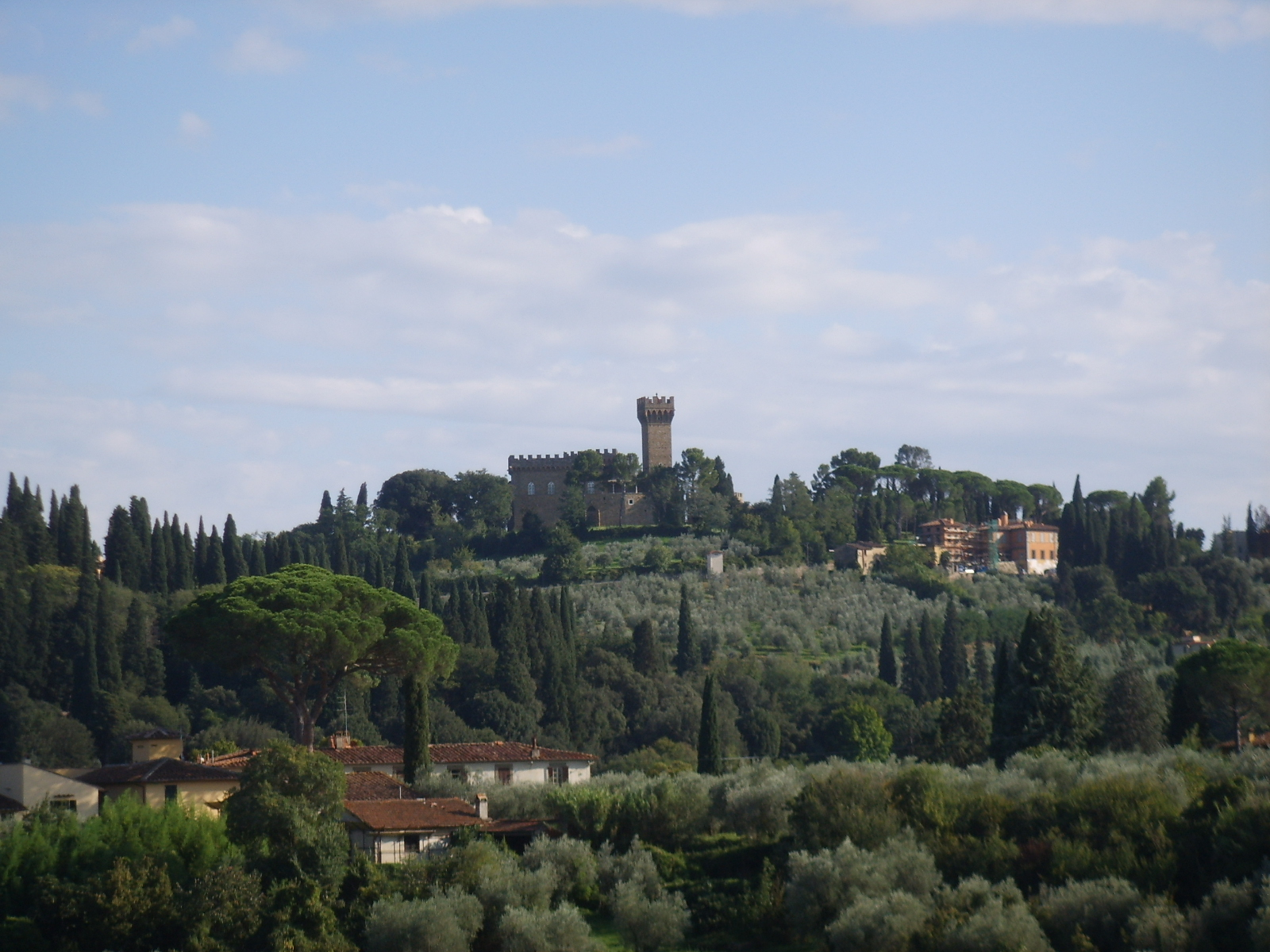
La Torre del Gallo (tour du coq) à Arcetri.

Arcetri est un quartier  de l'Oltrarno situé dans les petites collines au sud de Florence.

## Histoire
Le quartier s'étend au sud du centre-ville, entre la porte Saint-Georges, près du Forte Belvedere et entre San Miniato al Monte et la Villa di Poggio Imperiale, jusque vers les cols de Santa Margherita a Montici et Monteripaldi, vers le Val d'Ema.[pas clair]
L'origine du nom viendrait d’Arcis veteris, une ancienne fortification attestée par un parchemin de 1083 (cité par Lami au milieu du XVIIIe siècle).
On y trouve de nombreux édifices historiques, comme : 
- la maison de réclusion de Galileo Galilei (Villa le Gioiello), au 17 et 19 Costa San Giorgio,
- l'église San Leonardo in Arcetri, le Convento di San Matteo, l'Observatoire d'Arcetri,
- la villa dans laquelle est mort Francesco Guicciardini.